# Dalkırmaz, Şavşat
Dalkırmaz là một xã thuộc huyện Şavşat, tỉnh Artvin, Thổ Nhĩ Kỳ. Dân số thời điểm năm 2010 là 122 người.